# Фейрфілд-Глейд (Теннессі)
Фейрфілд-Глейд (англ. Fairfield Glade) — переписна місцевість (CDP) в США, в окрузі Камберленд штату Теннессі. Населення — 9152 особи (2020).

## Географія
Фейрфілд-Глейд розташований за координатами 36°0′14″ пн. ш. 84°52′22″ зх. д. / 36.00389° пн. ш. 84.87278° зх. д. (36.003783, -84.872738).  За даними Бюро перепису населення США в 2010 році переписна місцевість мала площу 60,80 км², з яких 58,87 км² — суходіл та 1,94 км² — водойми.

## Демографія
Згідно з переписом 2010 року, у переписній місцевості мешкало 6989 осіб у 3625 домогосподарствах у складі 2757 родин. Густота населення становила 115 осіб/км².  Було 4659 помешкань (77/км²).
Расовий склад населення:
| - 98,2 % — білих - 0,5 % — чорних або афроамериканців - 0,3 % — азіатів - 0,1 % — корінних американців |

До двох чи більше рас належало 0,6 %. Частка іспаномовних становила 1,0 % від усіх жителів.
За віковим діапазоном населення розподілялося таким чином: 4,5 % — особи молодші 18 років, 32,9 % — особи у віці 18—64 років, 62,6 % — особи у віці 65 років та старші. Медіана віку мешканця становила 68,2 року. На 100 осіб жіночої статі у переписній місцевості припадало 91,2 чоловіків;  на 100 жінок у віці від 18 років та старших — 90,6 чоловіків також старших 18 років.
Середній дохід на одне домашнє господарство  становив 61 836 доларів США (медіана — 47 911), а середній дохід на одну сім'ю — 68 489 доларів (медіана — 61 507). Медіана доходів становила 41 107 доларів для чоловіків та 36 574 долари для жінок. За межею бідності перебувало 4,6 % осіб, у тому числі 9,0 % дітей у віці до 18 років та 0,9 % осіб у віці 65 років та старших.
Цивільне працевлаштоване населення становило 1748 осіб. Основні галузі зайнятості: роздрібна торгівля — 21,1 %, мистецтво, розваги та відпочинок — 19,0 %, освіта, охорона здоров'я та соціальна допомога — 13,3 %, виробництво — 10,1 %.